# Nocturna (novela)
Nocturna (título original en inglés: The Strain) es la primera novela de vampiros de La Trilogía de la Oscuridad coescrita por Guillermo del Toro y Chuck Hogan.
El libro fue publicado el 2 de junio del año 2009 simultáneamente en español e inglés. La trilogía la completan Oscura (2010)  y Eterna (2011).
Para celebrar el lanzamiento del libro Guillermo del Toro realizó una sesión de firmas en Meltdown Comics en Los Ángeles y en Barnes y Nobles en Nueva York. 
En 2014, los autores llevaron el libro a la televisión, con la adaptación en la serie The Strain.

## Sinopsis
Un Boeing 777 aterriza en el aeropuerto John F. Kennedy de Nueva York proveniente de Berlín, y cuando se dirige a la puerta para que los pasajeros empiecen a desembarcar, de repente se oscurece. La torre de control pierde contacto con el piloto y toda la actividad eléctrica del aparato se corta. No se escuchan móviles, ni BlackBerries, ni la radio, nada. Las cortinas de las ventanillas están bajadas y no se ve a nadie dentro. Se reúne un equipo de emergencias y todos observan al avión silencioso ahora bañado por las luces del aeropuerto, en completo silencio. Parece una gigantesca lápida blanca que brilla contra el oscuro cielo de la noche.

## Trama
El libro comienza con un homenaje a la novela Drácula de Bram Stoker: Un avión Boeing 777 aterriza en el Aeropuerto Internacional JFK en Nueva York procedente de Berlín. Se detiene inerte en la pista de aterrizaje y su interior está lleno de cadáveres pálidos. Un extraño ataúd lleno de tierra es hallado en el departamento de equipaje. Así se produce la llegada de Jusef Sardu, un vampiro conocido como "El Amo", a los Estados Unidos.
El protagonista es el Dr. Ephraim Goodweather, del CDC (Centro de Control de Enfermedades), que investiga lo que a primera vista parece ser un virus que causó la muerte de los pasajeros del avión. A medida que su investigación continúa, Goodweather contacta con Abraham Setrakian, un viejo prestamista que parece saber mucho sobre este "virus" y que insinúa que podría tratarse de una plaga de vampiros.
A lo largo del libro se reúnen varios personajes que harán frente a la plaga de vampiros y ayudaran de una u otra forma a Ephraim y Setrakian.

## Los vampiros deNocturna
Los vampiros representados en Nocturna son bastante diferentes a los vampiros comunes que se representan regularmente en la literatura. Estas son algunas de sus características:
- Las cruces, el ajo y el agua bendita no les hacen ningún daño, sólo la plata es eficaz.
- El vampirismo es un tipo de enfermedad provocada por una especie de parásitos (gusanos), los cuales comienzan a transformar el anfitrión hasta convertirlo completamente en vampiro.
- Los vampiros de Nocturna no muerden con los colmillos, sino que utilizan una especie de aguijón de dos metros de longitud que les sale por la boca, el cual provoca una herida casi imperceptible.
- Al ser expuestos a un espejo con fondo de plata se puede observar cómo es su transformación (el reflejo vibra aunque el sujeto esté completamente quieto), en comparación con los vampiros clásicos, que no reflejan su figura.
- Fallecen si son expuestos a la luz solar, Y los afecta una lámpara "Luma" que emite rayos UV, aunque se conoce un tipo de vampiros a los que la luz solar no les resulta tan dañina.
- No tienen sangre como tal; esta es reemplazada por una sustancia blanquecina.
- Al mismo tiempo que se alimentan, los vampiros expulsan de su organismo las impurezas de la sangre en forma de un líquido compuesto principalmente por amoniaco.
- Los vampiros de Nocturna no utilizan su boca para hablar, sino que se comunican entre ellos mediante telepatía. Además, los más poderosos, pueden incluso leer los pensamientos de los humanos.
- Los Vampiros Recién Infectados no saben usar su aguijón por completo; algunos aprenden moviendo su boca y lengua de una manera extraña
- Los Vampiros Nuevos son torpes y sin mucha fuerza. Sin embargo, los vampiros con más experiencia tienen un agilidad sobrehumana y fuerza descomunal y su velocidad se incrementa considerablemente.

## Personajes

### Principales
- Dr. Ephraim Goodweather: epidemiólogo del CDC, Centro de Control de Enfermedades.
- Abraham Setrakian: prestamista, superviviente del holocausto nazi, cazador de vampiros.
- Nora Martínez: compañera del Dr. Goodwather en el CDC y amante ocasional.
- Vasily Fet: exterminador de plagas.
- Agustin "Gus" Elizalde: pandillero, miembro de Los Sultanes Latinos.

### Antagonistas
- Jusef Sardu: "El Amo" o "El Séptimo". Uno de los siete vampiros originales.
- Eldritch Palmer: presidente del Grupo Stoneheart, se encarga de la llegada de Sardu a los Estados Unidos.
- Jim Kent: Amigo de Nora y Eph y miembro también del CDC.

### Secundarios
- Félix: Amigo de "Gus", miembro también de Los Sultanes Latinos.
- Lorenza Ruiz : Compañera de Eph del CDC.

#### Torre de control
- Jimmy Mendez:  «Jimmy el Obispo» controlador de tráfico aéreo.
- Calvin Buss: el administrador de control de tráfico aéreo y supervisor inmediato de Jimmy el Obispo.

#### Supervivientes del Regis Air 753
- Ansel Barbour: programador de ordenadores.
- Joan Luss: abogada.
- Dwight Moonshine (Gabriel Bolivar): estrella de música gótica.
- Capitán Doyle Redfern: piloto del avión.

#### Familia de Ephraim
- Kelly Goodweather: exesposa.
- Zack Goodweather: hijo de Ephraim, de 11 años de edad.
- Matt Sayles: nueva pareja de su exmujer.

#### Otros
- Thalia Charles:  ingeniera de vuelo norteamericana de la Expedición 18

## Desarrollo
- Los nombres escogidos para algunos de los personajes principales parecen homenajes a colaboradores habituales en la filmografía de Guillermo del Toro, la mayoría de ellos relacionados con los departamentos de efectos especiales y maquillaje.
  - El apellido de Abraham Setrakian se debería a Mark Setrakian, diseñador de animatronics de Hellboy, Hellboy II: El ejército dorado y Pacific Rim.
  - El apellido de Agustín Elizalde se debería a Mike Elizalde, artista estadounidense de efectos especiales de maquillaje que trabajó con del Toro en Hellboy y Hellboy II: El ejército dorado, Pacific Rim y Blade II.
  - El apellido de Eldritch Palmer se debería a Patrick J. Palmer, productor de Blade II y Hellboy.
  - El apellido de Nora Martinez se debería a Clayton Martinez, técnico de efectos especiales en Hellboy, Hellboy II: El ejército dorado y La forma del agua.

## Enlaces
- Página web oficial en castellano
- Página oficial en inglés.
- Página oficial de Fanes de la Trilogía de la Oscuridad
- Página de Facebook dedicada al libro
- Página en Amazon del Libro

- Datos: Q1215908